# Rubén Navarro
Rubén Marino Navarro (Banda, 30 de março de 1933 — 14 de julho de 2003) foi um futebolista argentino que conquistou dois títulos consecutivos da Copa Libertadores com o Independiente em 1964 e 1965. Ele participou da  Copa do Mundo FIFA de 1962.

## Carreira

### Clubes
Nascido em La Banda, na província de Santiago del Estero no norte da Argentina, Navarro se juntou ao Independiente em 1952 e teve sua estreia profissional pelo clube em 1954. Na primeira vez, ele jogou como atacante, mas fez sucesso jogando como zagueiro.
Com o Independiente, Navarro venceu o Campeonato Argentino de 1960 e 1963. Ele jogou pelo clube em sua primeira aparição na Copa Libertadores em 1961, quando foi eliminado na primeira rodada pelo Palmeiras.
No entanto, suas aparições posteriores na competição mostraram-se muito mais bem-sucedidas, com o Independiente conquistando os títulos de 1964 e 1965, vencendo o Nacional e o Peñarol, do Uruguai, nas finais. Navarro jogou no Independiente até 1966 e apareceu em um total de 209 jogos para o clube de Buenos Aires.
Em 1967, ele partiu para os Estados Unidos para jogar no Philadelphia Spartans. Os Spartans terminaram o ano empatados com o melhor recorde na Divisão Leste, mas perderam a chance de disputar as finais. Naquela temporada, ele foi eleito para o time da competição e MVP da liga pelo The Sporting News.
Em dezembro de 1967, o NPSL e os EUA fundiram-se para formar uma liga, a NASL. A franquia da Filadélfia dobrou-se antes do início da temporada de 1968 e vários dos seus melhores jogadores, incluindo Navarro, foram apanhados pelos Cleveland Stokers. Cleveland venceu a Conferência Leste, mas caiu para o eventual campeão Atlanta nas semifinais da liga. Em 1968, ele foi novamente nomeado para o time da competição e se aposentou após o término da temporada.

### Seleção
Navarro jogou 32 vezes pela Seleção Argentina entre 1960 e 1963. Ele foi membro da seleção que participou da Copa do Mundo de 1962 e participou de duas partidas no torneio, capitaneando o time contra a Inglaterra e a Bulgária.
No ano seguinte, ele jogou no Campeonato Sul-Americano de 1963, no qual a Argentina ficou em terceiro, atrás dos anfitriões Bolívia e Paraguai. Navarro jogou em todas as seis partidas do torneio.

## Títulos
Independiente
- Campeonato Argentino (2): 1960, 1963
- Copa Libertadores (2): 1964, 1965

Seleção Argentina
- Campeonato Pan-Americano: 1960

### Individuais
- MVP da NPSL (1): 1967